# .il
.il este un domeniu de internet de nivel superior, pentru Israel (ccTLD).